# Jerzy Piotr Nowakowski
Jerzy Piotr Nowakowski (ur. 14 czerwca 1936 w Warszawie, zm. 8 października 1990) – polski inżynier mechanik, poseł na Sejm X kadencji.

## Życiorys
Absolwent Technikum Energetycznego w Płocku (1954), gdzie następnie pracował w Fabryce Maszyn Żniwnych. Ukończył w 1970 studia na Politechnice Łódzkiej. W latach 1959–1966 pracował w Spółdzielni Pracy „Mechanik”, po czym zatrudnił się w płockim Przedsiębiorstwie Transportowo-Sprzętowym Budownictwa przekształconym następnie w PTSB „Transbud-Warszawa” Oddział V. W 1975 przeniósł się do Warszawy, gdzie w 1986 został dyrektorem PTSB „Transbud-Warszawa”. Zgłosił 25 projektów racjonalizatorskich.
W 1989 został wybrany na posła na Sejm kontraktowy w okręgu mokotowskim z listy Polskiej Zjednoczonej Partii Robotniczej do której należał od 1965 do rozwiązania. W 1990 wstąpił do Polskiej Unii Socjaldemokratycznej. Pełnił funkcję wiceprezesa Okręgowego Związku Sportów Walki Dalekiego Wschodu i wiceprzewodniczącego Porozumienia Transportu Samochodowego w Warszawie. Od września 1990 był również wiceprzewodniczącym Rady Ochrony Pracy. W Sejmie zasiadał w Komisji Polityki Społecznej, zmarł w trakcie kadencji.

## Odznaczenia
- Krzyż Kawalerski Orderu Odrodzenia Polski (1986)
- Złoty Krzyż Zasługi